# De Vroe
De Vroe (ook: Bijl de Vroe) is een uit Woudrichem afkomstig geslacht dat vooral militairen voortbracht.

## Geschiedenis
De stamreeks begint met Gillis de Vroe die dijkbode was van het Land van Altena en vermeld wordt te Woudrichem in 1617 en 1624; hij overleed voor juni 1637. Zijn nazaat Johan de Vroe (1717-1774) trouwde in 1746 met Anna Maria ten Hagen, dochter van Jacob ten Hagen en Neeltje Bijl. Hun zoon Govert (1762-1859) nam eerst de naam De Vroe Bijl aan, later gewijzigd naar Bijl de Vroe; die laatste familienaam werd vervolgens door zijn nageslacht gevoerd.
Het geslacht werd in 1966 opgenomen in het Nederland's Patriciaat.

## Enkele telgen
Willem de Vroe (1649-1713), burgemeester van Woudrichem
- Jan de Vroe (1676-1726)
  - Johan de Vroe (1717-1774), hoofdgaarder 's Lands beschreven middelen over stad en land van Heusden; trouwde in 1746 met Anna Maria ten Hagen, dochter van Jacob ten Hagen en Neeltje Bijl
    - Govert Bijl de Vroe (1763-1850), luitenant-kolonel infanterie, commandant van Coevorden; trouwde in 1765 met Suzanna Elisabeth Lemmers (1763-1839); trouwde in 1841 met Barbara Arnolda Flora des H.R.Rijksgravin van Nassau-LaLecq (1793-1855), lid van de familie Van Nassau la Lecq en stichteres van de grafkelder Bijl de Vroe
      - Johan Govert Sandert Bijl de Vroe (1769-1823), luitenant-ter-zee, ridder Militaire Willems-Orde
        - Nicolaas Carel Lodewijk Bijl de Vroe (1796-1864), kapitein infanterie
          - Govert Sander Johannes Jacques Dirk Bijl de Vroe (1821-1894), luitenant-kolonel generale staf O.-I.L., ridder Militaire Willems-Orde

      - Dirk Bijl de Vroe (1797-1879), vice-admiraal, commandant Zeemacht in West-Indië, commandant Marine te Willemsoord, adjudant i.b.d. van de Koning
        - Willem Carel Bijl de Vroe (1844-1902), directeur postkantoor te Den Haag; trouwde met Lucia Maria van Meurs
          - Peter Hendrik Frans Bijl de Vroe (1874-1956)
          - Willem Carel Bijl de Vroe (1877-1919)
          - Cornelis Lucien Marie Bijl de Vroe (1879-1945), overleden op 14 maart 1945 in Neuengamme, luitenant ter zee 1e klas, adjunct van de gouverneur van Nederlands-Indië, agent De Nederlandsche Bank; trouwde jkvr. Arendina Strick van Linschoten (1887-1971)

Geslachten die opgenomen zijn in het sinds 1910 verschijnende genealogische naslagwerk Nederland's Patriciaat. Lijst volgens opgave van het CBG Centrum voor familiegeschiedenis.
A · B · C · D · E · F · G · H · I · J · K · L · M · N · O · P · Q · R · S · T · U · V · W · Y · Z